# Ponte Mammolo
Ponte Mammolo är Roms tjugonionde quartiere och har beteckningen Q. XXIX. Quartiere Ponte Mammolo är uppkallat efter bron Ponte Mammolo. Quartiere Ponte Mammolo bildades år 1961.

## Kyrkobyggnader
- Sacro Cuore di Gesù a Ponte Mammolo
- San Gelasio I Papa
- Santa Maria Maddalena de' Pazzi
- San Liborio

## Övrigt
- Torraccio della Cecchina
- Parco regionale urbano di Aguzzano
- Riserva naturale Valle dell'Aniene
- Museo di Casal de' Pazzi

## Bilder
| - Sacro Cuore di Gesù a Ponte Mammolo. - San Liborio. - Torraccio della Cecchina. - Museo di Casal de' Pazzi. |